# Гриднев, Станислав Александрович
Станисла́в Алекса́ндрович Гри́днев (род. 28 января 1938, п. Бор, Воронежская область) — советский и российский физик, доктор физико-математических наук, профессор кафедры ФТТ, руководитель лаборатории сегнетоэлектриков Воронежского государственного технического университета, имеет почётное звание Заслуженный деятель науки Российской Федерации и Соросовский профессор.

## Биография
В 1963 году окончил Воронежский политехнический институт, в 1984 году защитил диссертацию на соискание учёной степени доктора физ.-мат.наук по специальности 01.04.07 — физика твёрдого тела. В 1986 г. присвоено звание профессора кафедры физики твёрдого тела.
С 1970 по 1972 годы работал деканом вечернего радиотехнического факультета ВПИ.
С 1972 г. — научный руководитель лаборатории сегнетоэлектриков.
С 1974 по 1982 годы работал учёным секретарём Головного совета по физике твёрдого тела Минвуза РСФСР.
С 1984 по 1987 годы — декан физико-технического факультета ВПИ.
С 1975 г. по настоящее время — член Научного совета РАН по физике сегнетоэлектриков и диэлектриков.
В 1994 г. решением Совета Международной программы образования в области точных наук присвоено почётное звание «Соросовский профессор».
В 1994 и 1996 гг. присуждена Государственная научная стипендия для выдающихся учёных России.
В 1996 г. присвоено почётное звание «Заслуженный деятель науки Российской Федерации».
Опубликовано более 300 статей в журналах и более 400 тезисов докладов, является автором нескольких учебных пособий и монографий по исследуемой тематике.
Принял участие в 138 конференциях, организовал и провёл более 10 конференций как председатель или член Оргкомитета.

## Вклад в науку
На основе проведённых исследований разработаны физико-химические основы получения новых диэлектрических, пьезоэлектрических и терморезистивных материалов. Получен 21 патент на изобретения новых материалов и способы исследования их свойств.